# Gardie
Gardie es una pequeña localidad  y comuna francesa, situada en el departamento del Aude en la región de Languedoc-Roussillon.
A sus habitantes se les conoce por el gentilicio Gardinois.

## Demografía
| 130 | 160 | 132 | 112 | 95 | 101 |
| Para los censos de 1962 a 1999 la población legal corresponde a la población sin duplicidades (Fuente: INSEE [Consultar]) |     |     |     |    |     |

(Población sans doubles comptes según la metodología del INSEE).